# Feinstofflichkeit
Feinstofflichkeit bezeichnet eine hypothetische Form von Materie, die „feiner“ und „beweglicher“ sein soll als die grobstoffliche Materie, aus der die sichtbaren Körper bestehen. Das Konzept ist im esoterischen, vor allem anthroposophischen Denken und Glauben von Relevanz, in der Naturwissenschaft spielt es keine Rolle, da die Existenz einer feinstofflichen Materie empirisch nicht nachweisbar ist. Häufig konnotiert der Begriff bzw. sein Wortfeld mit der Vorstellung spezieller Energieformen oder -felder (Energiekörper).

## Ansichten
Der in einigen philosophischen Ansätzen postulierte Feinstoff steht zwischen Materie und Immateriellem und dient zur Erklärung einer Interaktion zwischen beiden Elementen bzw. zur Erklärung immaterieller Phänomene überhaupt. Derartige Vorstellungen finden sich bei einigen antiken Philosophen, insbesondere im Platonismus, und, teils in dessen Wirkungsgeschichte, teils unabhängig davon, auch in einigen Texten aus dem Kulturbereich der drei monotheistischen Religionen wie in der Gnosis und der Hermetik, daneben auch in östlichen Religionen, vor allem im Hinduismus. Auch in den lokalen, traditionellen Religionen existierten ähnliche Vorstellungen.
Anknüpfend vor allem an hinduistische und platonische Vorstellungen in deren Vermittlung durch Autoren der Renaissance und der frühen Neuzeit wurde das Konzept feinstofflicher Materie im Spiritismus und in Teilen der Theosophie des 19. Jahrhunderts aufgegriffen, im Anschluss daran auch in verschiedenen Ansätzen der neueren Esoterik sowie in manchen Para- und Pseudowissenschaften. Dort werden die Begriffe Energie, astral, ätherisch und subtil oft mehr oder weniger synonym verwendet.
„Feinstofflich“ ist eine Wortschöpfung, die erst in der ersten Hälfte des 20. Jahrhunderts durch die Anthroposophie geprägt wurde. Rudolf Steiner  und Annie Besant verwendeten den Begriff zunächst adjektivisch, etwa in Formulierungen wie: Der Ätherkörper ist aus feinerem Stoff aufgebaut, als ihn unsere fünf Sinne wahrnehmen können (...) oder  „in feinen Materien“ als Beschreibungen für das Feinstoffliche, sie benutzen ihn aber noch nicht als festgefügten substantivischen Begriff.

## Begriffsgeschichte

### Antike

Darstellung der vier Elemente

Zenon von Kition im 3. Jahrhundert v. Chr. kannte bereits die Qualität fein in Bezug auf Materie. Er definierte ein feinstoffliches Feuer πνεύμα (pneuma), das auch als λόγος σπέρματικος (logos spermatikos) bezeichnet wird, und für ihn zugleich geistig als auch materiell war. Dieses nannte er ein „passives materielles Prinzip“, das zum Beispiel den Verstand gestaltet. Auch Eratosthenes und Ptolemaios II. kannten Feinstofflichkeit als Prinzip. Ähnlich wie Platon, der die Unsterblichkeit der Seele im Phaidros mit dem Bild des Seelenwagens erklärte, begründeten beide Philosophen das Fortdauern der Seele aus ihrer feinstofflichen Natur. Gemäß einer bereits im frühen Platonismus zu findenden Kombination platonischer und aristotelischer Ansichten bestehen sowohl Gestirne wie auch Seelen aus einem Element, welches in den sonstigen Phänomenen unterhalb der Mondsphäre nicht vorkommt, dem Äther. Dieses Element wurde in der Orphik als Weltseele beschrieben, was u. a. Proklos wieder aufnimmt, bei Empedokles als göttlich und „feinste Luft“, bei den Pythagoreern wie auch bei Aristoteles dann als fünftes, feinstes, beweglichstes Element und Konstituens der Gestirne, so auch im Mittelplatonismus, wo z. B. Philo von Alexandrien den Äther als feinsten Stoff beschreibt. Die Stoa nimmt ein Prinzip an, welches alles durchwirkt, feurig, feinstofflich und Logos oder Pneuma genannt wird.
Die Annahme eines feinstofflichen Elements dient in dieser Tradition dazu, die Vermittlung zwischen Materie und Immateriellem sowie besondere Eigenschaften von Geist und Seele, insb. deren Unsterblichkeit, zu erklären, ohne bewährte atomistische naturphilosophische Voraussetzungen aufgeben zu müssen. Diese Ansicht war jedoch nicht unumstritten. Im zweiten Jahrhundert nach Christus behaupteten Attikos und Albinus die Körperlichkeit der Seele und ihre Sterblichkeit. Auch zwischen Numenios, der an feinstoffliche Seelen glaubte, und Alexander von Aphrodisias, der dies ablehnte, entspann sich hierüber ein Streit. Im 3. Jahrhundert n. Chr. systematisierte der Neuplatoniker Porphyrios die älteren Vorstellungen zu einer in sich konsistenten Theorie. Er behauptete, dass die Seele beim Abstieg durch die Gestirnsphären einen pneumatischen, irrationalen Teil erwirbt, die anima spiritalis. Dieser Teil sei feinstofflich und verdunkle und materialisiere sich beim weiteren Abstieg zunehmend.

### Traduzianismus

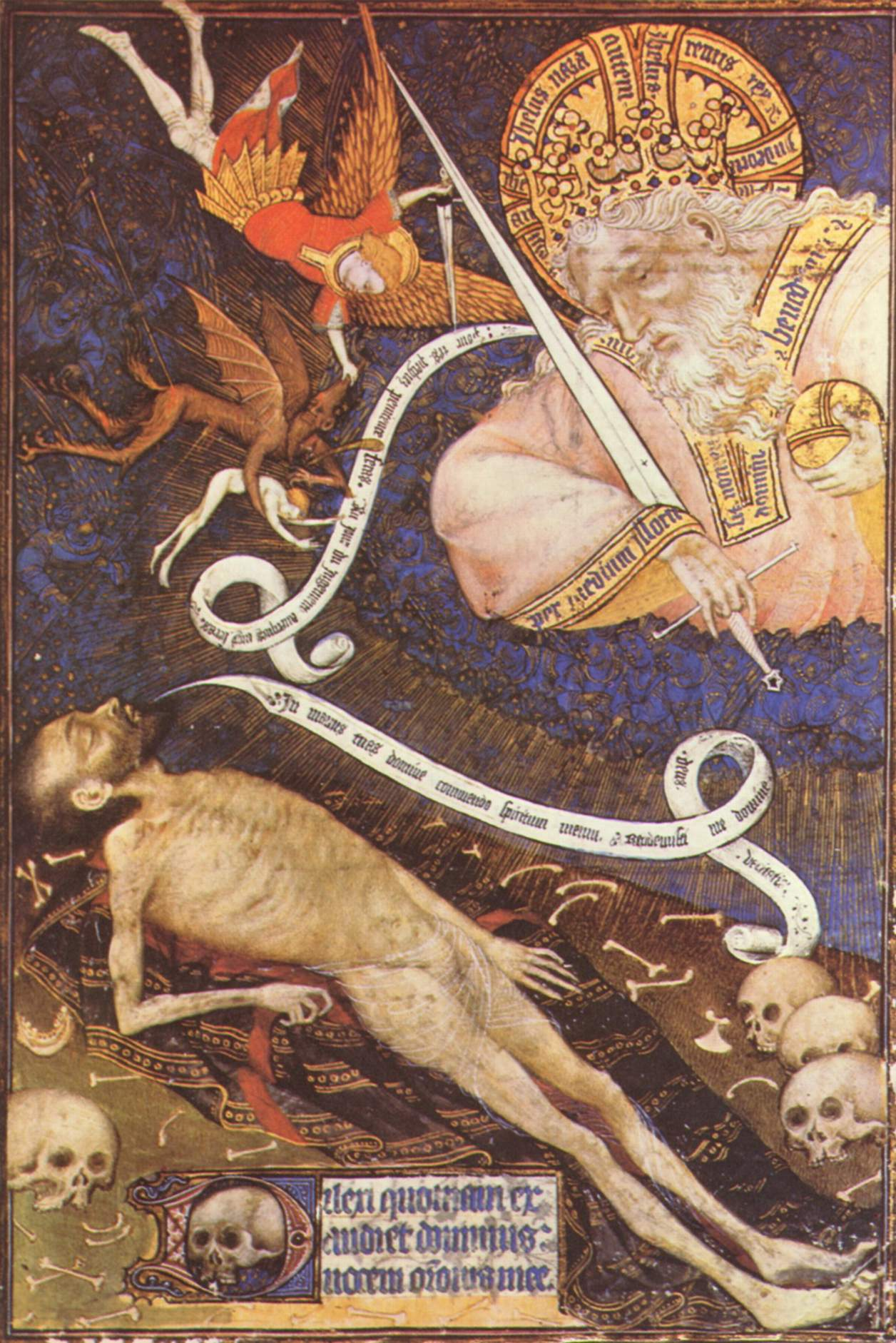
Gott und Teufel ringen um die menschliche Seele

Das Prinzip der Feinstofflichkeit tritt in der Zeit der Kirchenväter, vor allem im 3. Jahrhundert n. Chr., wieder auf. Tertullian behauptete in seiner Traduzianismus genannten Lehre, dass die Seele aus feinstofflichem Seelensamen (semen animae) zusammengesetzt sei, wohingegen der Körper aus grobstofflichem Körpersamen (semen corporis) bestehe. Er warnte sogar ausdrücklich davor, der Seele wegen ihrer feinstofflichen Natur ihre Körperlichkeit abzuerkennen. Nach ihm wirken beide Samen wie der Lehm und der Anhauch Gottes zusammen, aus dem Adam geschaffen wurde. Kern der Theorie war die Lehre, dass die menschliche Seele aus den Seelen der Eltern – bei Tertullian nur der Seele des Vaters – übertragen wird (lateinisch traducere). Dies erkläre schlüssig die Infektion der Menschheit durch die Erbsünde.
In der Kirchengeschichte konnte sich jedoch die gegenteilige Lehre, der von Lactantius entwickelte Kreatianismus durchsetzen. Nach ihm wird jede Einzelseele unmittelbar und unteilbar erschaffen. Der Traduzianismus wurde von der katholischen Kirche mehrfach verurteilt und der Kreatianismus zur verbindlichen Lehrmeinung erklärt. Da in der Neuzeit die Annahme nicht feststellbarer, punktueller Schöpfungen aus dem Nichts immer fragwürdiger erschien, lebten diese älteren Versuche, die Erzeugung der Seele in das leibliche Werden einzubeziehen, wieder auf und wurden beispielsweise von Leibniz aufgegriffen. Die Vorstellung feinstofflicher Substanzen verschwand jedoch mit dem Ende des Traduzianismus aus der Theologie und die Seele wird weithin als unteilbar angenommen.

### Renaissance und frühe Neuzeit

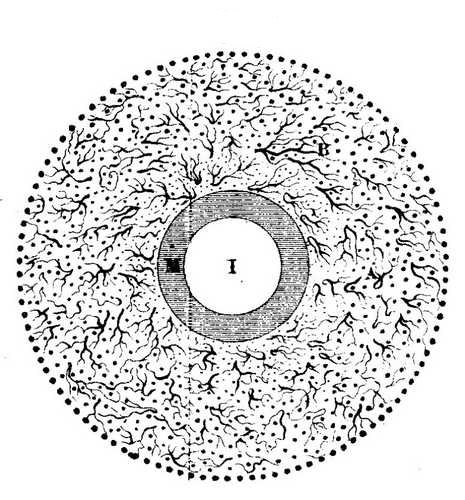
Die drei Abteilungen der Welt, Zeichnung von Descartes. I = gröbste innere Abteilung, M = mittlere Abteilung, Außen feinste Himmelkörperchen.

Die antike Vorstellung eines feinstofflichen, ätherischen Elements, welches Substrat von Gestirnen und Seelen ist oder Letztere umhüllt, um mit deren Körper zu vermitteln, tradiert sich bei Naturphilosophen und Autoren einer „okkulten Philosophie“ in Renaissance und früher Neuzeit, darunter Agrippa von Nettesheim.
René Descartes teilte die materielle Welt in drei Abteilungen. Dabei bildet die Erde die erste und gröbste Abteilung, danach folgt eine dunkle Abteilung aus feineren Teilchen. Die dritte Abteilung schließlich besteht aus feinsten „Himmelskügelchen“. Diese feinstofflichen Kügelchen können durch die Zwischenräume der gröberen Kugeln in den beiden anderen Abteilungen hindurch diffundieren. Aus diesen feinsten feinstofflichen Teilen können nach Descartes „alle Körper, welche uns hier umgeben, entstehen.“ Allerdings ist nach Descartes die materielle Welt scharf von dem immateriellen Bereich des Seelischen zu trennen, eine feinstoffliche Erklärung geistiger Phänomene ist bei ihm daher ausgeschlossen.
Aber für viele Cartesianer existierten nicht nur die feinstoffliche Materie, sondern erklärterweise auch geistige Phänomene. Für Cornelis van Hoghelande, einen Medizinprofessor und Freund von Descartes, bestehen die Lebensgeister (spiritus animales) aus einer beweglichen feinstofflichen Materie. Friedrich Wilhelm Stosch lehrte eine feinstoffliche Natur des menschlichen Geistes. Aber auch Descartes-Gegner wie der britische Platoniker Ralph Cudworth lehnten die Feinstofflichkeit nicht ab, für Cudworth zum Beispiel existierte eine feinstoffliche Verbindung zwischen geistiger Seele und materiellem Körper.
Die Naturforscher der frühen Aufklärungszeit dachten sich die Medien, die distinkte Entitäten in Kontakt bringen würden, feinstofflich. Isaac Newton etwa, der mit der alchemistischen Literatur seiner Zeit wohlvertraut war, glaubte, die Gravitation im interstellaren Raum bedürfe eines feinstofflichen Mediums, des Äthers. Allerdings gingen modernere physikalische Vorstellungen des Äthers im 19. Jahrhundert davon aus, dass es sich dabei um einen elastischen Festkörper oder um den absoluten Raum selbst handle.
Im deutschen Idealismus wird eine weitergehende Konzeption feinstofflicher Materie u. a. von Johann Heinrich Jung-Stilling wieder aufgegriffen. Für ihn gilt der Mensch als dreigegliedert in einen materiellen Leib, den schlechthin immateriellen Geist und einen feinstofflichen Ätherleib als Seelenvehikel.

## Feinstoffliche Vorstellungen in östlichen Religionen

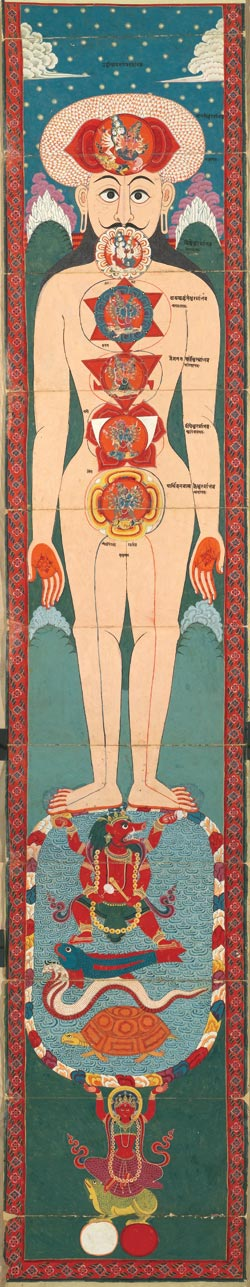
Tantristische Abbildung des feinstofflichen Leibes mit den fünf Chakren aus Nepal des 16. Jahrhunderts

Im Gegensatz zum Christentum, wo feinstoffliche Vorstellungen schon früh als Irrlehre verworfen wurden, sind sie in den östlichen Religionen, im Hinduismus, im Jainismus und im Buddhismus, nach wie vor wichtig.

### Vorstellungen in Hinduismus, Jainismus und Buddhismus
Ein zentraler Begriff in den östlichen Religionen ist der Samsara (Sanskrit संसार). Samsara beschreibt den immer währenden Zyklus des Seins, den Kreislauf von Werden und Vergehen, im Kreislauf der Wiedergeburten. Ursachen für die Verstrickung in den Samsara sind die Kleshas (Sanskrit: क्लेश), die Ursachen des Leidens. Ein wichtiges Klesha ist die Avidya (Sanskrit अविद्या), was so viel wie Unwissen oder Nichtwissen bedeutet.
In der Paramarthasara, einer alten Schrift der Advaita-Vedanta, die etwa drei Jahrhunderte vor den Schriften Shankaras erschien, gilt die Avidya nicht nur als ein Klesha, eine Ursache des Leidens, sondern vielmehr als eine Ursache der Welt selbst. Im Samkhya wird sie auch Urmaterie Prakriti (Sanskrit प्रकृति) genannt und besteht aus drei Urkräften, den Gunas (Sanskrit गुण). Aus diesem Urstoff wird in einem Prozess fortschreitender Vergröberung sowohl der grobstoffliche materielle Körper als auch der feinstoffliche Körper Sūkṣmaśarīra (Sanskrit सूक्ष्मशरीर).
Die meisten Hindus und Jainas nehmen an, dass dem materiellen Körper ein feinstofflicher Körper zugesellt ist. Dieser enthalte im Inneren seit Ewigkeit existierende Seelen, die von einem feinstofflichen Körper umkleidet sind. Wenn der zugehörige grobstoffliche Körper verfällt, gehen diese feinstofflichen Körper in einen neuen Mutterschoß ein (Reinkarnation).
Das Sein besteht in diesen Religionen aus mehreren Daseinsfaktoren Tattvas (Sanskrit तत्त्व), im Sankhya sind dies 25 an der Zahl. 18  von diesem gehören dem subtilen Körper an. Diese sind der Intellekt Buddhi (Sanskrit बुद्धि), das Ich-Zentrum Ahamkara (Sanskrit अहंकार) und das Denken Manas (Sanskrit मनस्). Aus diesen sollen sich weiterhin die fünf Sinnesfähigkeiten und die fünf Handlungsfähigkeiten entwickelt haben. Danach sollen die fünf subtilen Elemente Klang, Berührung, Form, Geschmack und Geruch entstanden sein. Alle diese Bereiche der Empfindung sollen dem feinstofflichen Körper angehören.
In einigen Interpretationen der Vedanta existiert neben materiellem und feinstofflichem Körper noch ein dritter Kausalkörper Karana-Sharira (Sanskrit कारणशरीर), der die Avidya und die Verstrickung in den Samsara verursacht.
Auch in der Bhagavad Gita finden sich feinstoffliche Vorstellungen. Zum Beispiel heißt es dort in den Formulierungen von Swami Prabhupada: „'Die Höchste Wahrheit existiert innerhalb und außerhalb aller Lebewesen, der sich bewegenden und der sich nicht bewegenden. Aufgrund ihrer feinen Beschaffenheit ist es nicht möglich, sie mit den materiellen Sinnen zu sehen oder zu erkennen.“
Nicht feinstofflich ist in den meisten klassischen hinduistischen Lehren die Lebensenergie Prana (Sanskrit प्राण), die in etwa der chinesischen Vorstellung des Qis (chinesisch 氣 / 气) entspricht. Diese Energien sollen weder eine physische noch eine geistige Natur haben. In vielen esoterischen Adaptationen dieser Lehren hingegen sind auch Prana und Qi feinstofflicher Natur.
Im Mahayana-Buddhismus wird gelehrt, dass Buddha drei Kaya-Leibe (Sanskrit काय) gehabt habe: einen grobstofflichen Körper Nirmāṇa-kāya (निर्माणकाय), der auf der Erde erscheint, einen feinstofflichen Saṃbhoga-kāya (संभोगकाय), der in den überirdischen Welten erscheint, und einen Dharma-kāya (धर्मकाय), der als absolute Wesenheit über alle Beschreibungen und Personifikation hinausgeht.

### Tantrismus

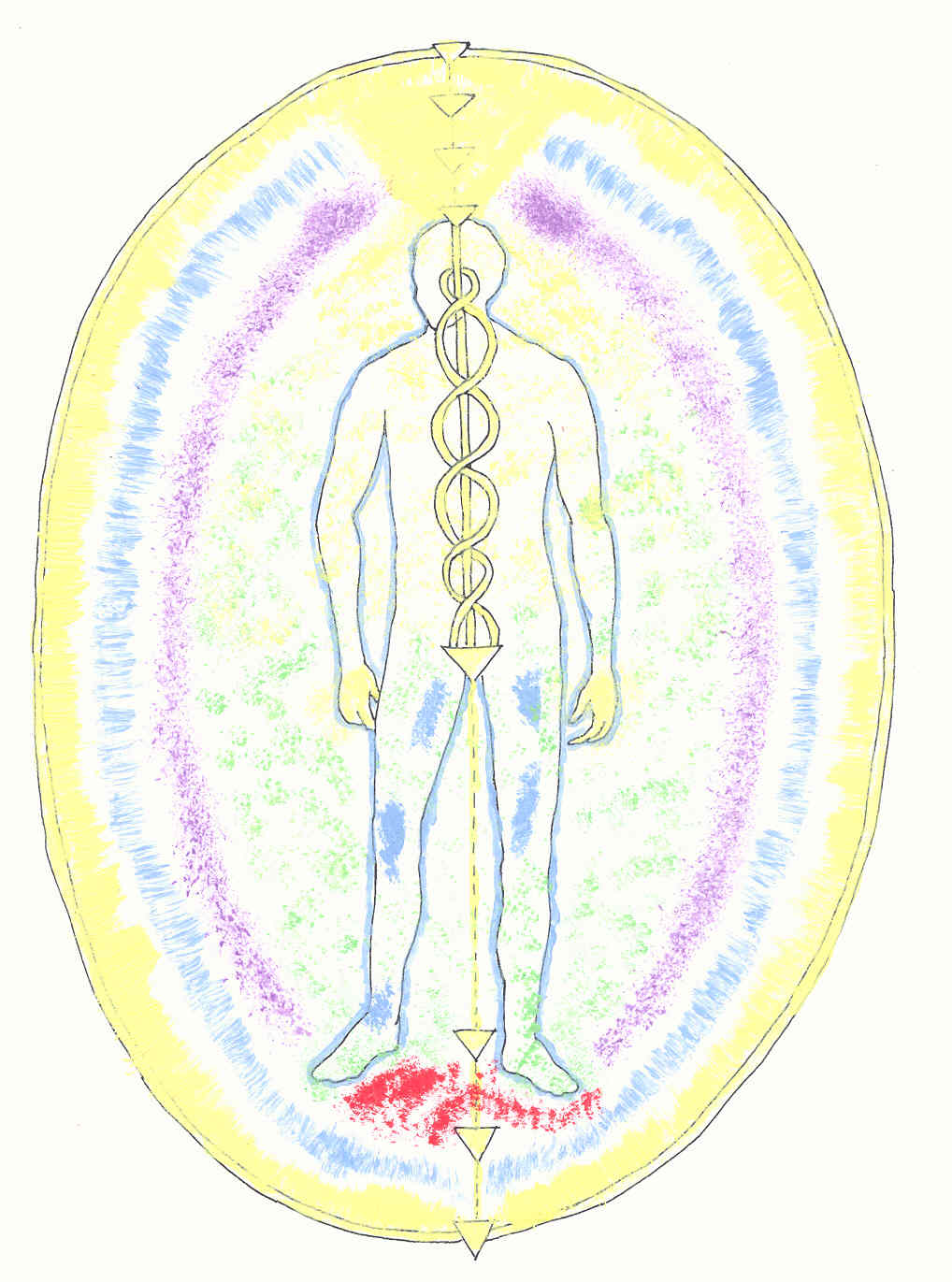
Tantristische Darstellung des Kundalinisystems mit Kanälen im Zentrum

Im Tantrismus wird angenommen, der Körper sei von einem System feinstofflicher Energiezentren, den Chakras, und Energiekanälen, den Nadis, durchzogen. Durch diese Kanäle fließe die universelle Lebensenergie, das Prana. Sie verbänden den grobstofflichen Körper mit dem feinstofflichen Körper, der diesen umgebe, und Purusha oder Atman genannt wird. Die Chakras selbst seien Wohnstätten verschiedener Götter, Shakti, die Gottmutter zum Beispiel sei eine Kundalini genannte ätherische Kraft, die an der Basis der Wirbelsäule lokalisiert sei. Durch bestimmte Übungen vor allem des Kundalini-Yoga ließen sich diese feinstofflichen Zentren stimulieren; hierdurch könnten Geistheilungen durchgeführt werden oder die Öffnung des „Dritten Auges“ bewirkt werden, durch das die feinstoffliche Welt wahrgenommen werden könne. Auch das deutlich jüngere Sahaja Yoga versucht feinstoffliche Körperzentren zu stimulieren.
Dabei ist es unerheblich, ob das Vorstellungskonzept der Feinstofflichkeit etwa in den Chakren, Nadis sich ausschließlich esoterisch aus dem kohärenten System der Tantras erschließt oder ob es tatsächlich ein gemäß dem empirisch-naturwissenschaftlichen Denken verpflichteten Nachweis geben kann oder wird, in dem Sinne, dass sie physisch auffindbar sind, entscheidend ist, dass sie in der meditativen Praxis oder dem Heilritual über die Vorstellung erfahrbar und wirksam werden können.

## Esoterik
Viele esoterische Konzepte sind direkt aus religiösen Vorstellungen abgeleitet oder übernommen (Synkretismus). So ist zum Beispiel die Huna-Esoterik eine Interpretation der Hawaiischen Religion, in der wie in den anderen polynesischen Religionen feinstoffliche Konzepte vertreten sind. Tantristische Lehren und damit auch das Neotantra sind esoterische Interpretationen hinduistischer und buddhistischer Elemente.

### Bedeutung in den traditionellen Religionen Polynesiens
Feinstoffliche Konzepte sind auch in den alten Religionen der polynesischen Kultur von Bedeutung. Diese Glaubensvorstellungen werden unter anderem von zwei einander entgegenstehenden Kräften – dem Mana und dem Tabu – bestimmt. Das Mana ist mit den östlichen Vorstellungen von Prana oder Qi vergleichbar. Es kennzeichnet eine Macht spiritueller oder weltlicher Natur. Das Tabu hingegen ist ein starkes Verbot oder ein Bann. Beide Mächte sind in diesen Glaubensvorstellungen feinstofflich und deswegen unsichtbar existent und gleichzeitig extrem wirksam.

### Huna
In der die alte Religion Hawaiis interpretierenden Huna-Lehre wird postuliert, dass die gesamte reale Welt von einer feinstofflichen, „Aka“ genannten Substanz durchdrungen sei. Aus dieser Aka-Substanz soll eine feinstoffliche Matrix, der sogenannte Schattenkörper bestehen, der wie eine Blaupause jede konkrete Erscheinung abbilde. Dies gelte dabei nicht nur für die physische Erscheinung der Dinge, sondern ebenso für flüchtige Erscheinungen, wie menschliche Gedanken und Gefühle. Verändere sich nun diese Matrix, dann verändere sich auch die Realität.

### Andere Vorstellungen

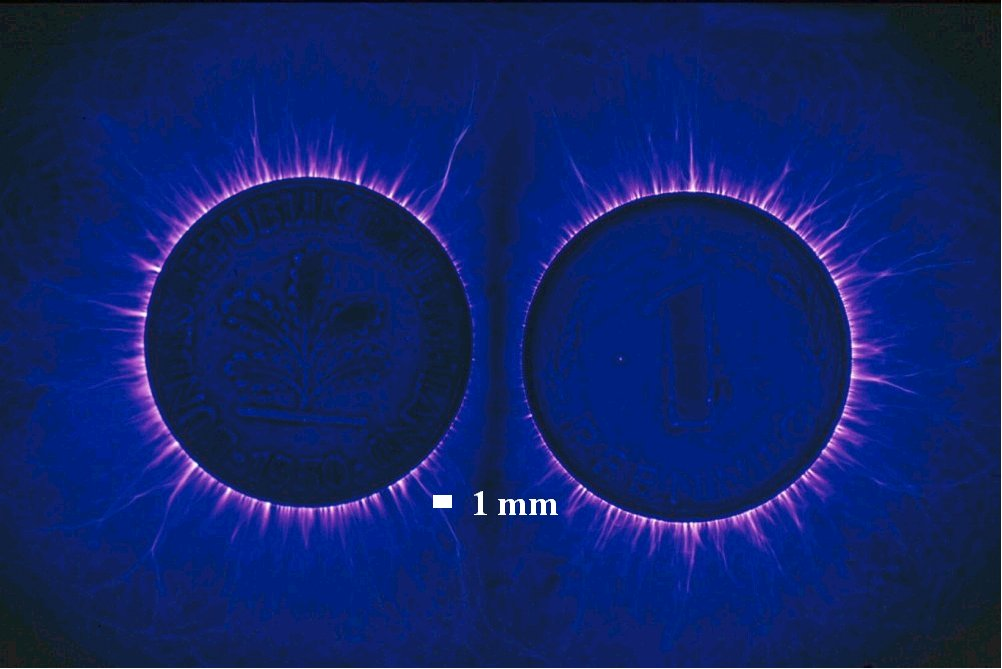
Kirlianfotografie zweier Münzen

Eine Technik, die feinstoffliche Phänomene sichtbar machen soll, ist die von Semjon und Valentina Kirlian entwickelte Kirlianfotografie. Einige wenige Esoteriker und Alternativmediziner behaupten, die Koronaentladungen auf den Bildern zeigten die feinstoffliche Aura der abgebildeten Materie. Auch die Radiästhesie oder Radionik versucht, feinstoffliche Phänomene messbar zu machen.
Ellen Greve, die sich selbst Jasmuheen nennt, verbreitet die Theorie, dass sich Menschen mittels Lichtfasten von feinstofflicher Materie, die mit dem Licht der Sonne im Prana auf die Erde komme, ernähren könnten und so auf herkömmliche grobstoffliche Nahrung verzichten könnten. Dem Lichtfasten werden einige Todesfälle durch Verhungern angelastet.
Charles Richet erklärte Ende des 19. Jahrhunderts, dass ein feinstoffliches Ektoplasma existiere, das von Medien während der Kontaktaufnahme mit übernatürlichen Wesenheiten abgesondert werde. Dabei handele es sich um Materialisationen von Geistern. Solche Phänomene wurden zwar fotografiert, sind aber nicht wissenschaftlich erklärt oder anerkannt.
Auch in Teilen der Alternativmedizin sind feinstoffliche Vorstellungen verbreitet. Vertreter der Bach-Blütentherapie berufen sich auf nicht messbare feinstoffliche Inhalte der verfügbaren Medikamente oder Essenzen. Diese feinstofflichen Inhaltsstoffe sollen direkt auf die Seele wirken können. Bei der Klangmassage sollen feinstoffliche Blockaden gelöst werden. Auch in der ayurvedischen Ernährungslehre existiert eine Ojas genannte feinstoffliche Substanz. Hinweise auf eine überplaceboide medizinische Wirksamkeit dieser Therapien gibt es nicht.